# Helm auf – Hose runter
Helm auf – Hose runter, auch Helm auf – Frau Doktor kommt (Originaltitel: La dottoressa ci sta col colonnello) ist eine italienische Erotik-Filmkomödie des Regisseurs Michele Massimo Tarantini aus dem Jahr 1980.

## Handlung
Oberst Anacleto Punzone, der Medizinalrat eines italienischen Militärkrankenhauses, ist nervlich am Ende. Der Arzt und Chirurg leidet unter seinem ungewöhnlich kleinen Geschlechtsorgan. Die Komplexe werden überdies durch die täglichen Musterungen verschärft, bei denen der Mediziner junge Männer im Adamskostüm auf ihre körperliche und geistigen Eignung untersuchen muss. Voller Neid begutachtet der Offizier eines Tages das überproportionierte Gemächt eines debilen Freiwilligen, des Medizinstudenten Arturo Mazzancollas; der Rekrut wird später als Assistent im Sanitätsbereich aufgenommen.
Auf einem Kongress lernt der verheiratete Oberst Punzone die attraktive Professorin Eva Russell kennen, in die er sich trotz des Altersunterschiedes verliebt. Die aus Südafrika stammende Forscherin ist Spezialistin auf dem Gebiet der Organverpflanzung. Die beiden Mediziner kommen sich bald näher; aus gegenseitiger Sympathie entwickelt sich nach und nach Zuneigung. Punzone scheut allerdings eine Liebesbeziehung, da ihm sein verkümmertes Geschlechtsorgan jegliches Selbstbewusstsein nimmt, obgleich er sich körperlich nach Eva sehnt. Als er eines Tages die Idee einer neuartigen Penistransplantation aufnimmt, die ihm zum Glück verhelfen soll, wittert er seine große Chance.
Unter dem Vorwand ein Geschwür an Arturos Geschlechtsteil entfernen zu wollen, lockt Punzone den ahnungslosen Untergebenen in den Operationssaal. Schnell wird dem Rekruten Punzones Organ verpflanzt; im Gegenzug erhält der Oberst das übergroße Geschlechtsteil Arturos. Nach geglückter Operation – zwischenzeitlich ertappte Eva die liebeshungrige Frau Punzones beim Beischlaf mit Arturo – kommt es zur ersehnten Liebelei, bei der Punzone seine neugewonnene Manneskraft ausprobiert. Unglücklicherweise erweisen sich die Operationswunden als unzureichend verheilt; das Geschlechtsteil wird abgestoßen und Punzone so am Ende jeglicher Männlichkeit beraubt.

## Kritiken
Das Lexikon des internationalen Films schrieb, die Produktion sei eine „primitive Militärklamotte untersten Niveaus“.

## Hintergrund
Nadia Cassini singt den Song Bang Your Door selbst. Allerdings wurde er nicht als Single veröffentlicht und ist auch auf keinem ihrer Alben enthalten.